# Ross Cullen
Ross Cullen (* 28. März 2001 in Preston) ist ein britischer BMX-Rennfahrer.

## Sportlicher Werdegang
Cullen begann mit BMX-Fahren, nachdem er zufällig Fahrer im heimischen Preston beim Training gesehen hatte. 2012 und 2015 gewann er die Challenge seiner Altersklasse bei den BMX-Rennsport-Weltmeisterschaften. Er vertrat sein Land bei den Olympischen Jugendspielen 2018, wo er Fahnenträger der britischen Mannschaft war, und war 2019 Europameister der Junioren.
In der Elite hatte Cullen 2023 einen Durchbruch mit einem Sieg im Europacup und der Finalteilnahme bei den Weltmeisterschaften, wo er Sechster wurde. 2021 und 2024 war er jeweils Ersatzmann bei den Olympischen Spielen. 2025 erzielte er seinen ersten Sieg im Weltcup.

## Erfolge
2018
 Britischer Meister (Junioren)
Europacup (Junioren) – ein Erfolg
2019
 Europameister (Junioren)
 Britischer Meister (Junioren)
Europacup (Junioren) – ein Erfolg
2023
Europacup – ein Erfolg
2025
Weltcup – ein Erfolg
Europacup – zwei Erfolge